# زرينكا سفيتيسك
زرينكا سفيتيسك (بالكرواتية: Zrinka Cvitešić)‏ (و. 1979  م) هي ممثلة، وممثلة مسرحية، وممثلة أفلام كرواتية، ولدت في كارلوفاتش، بدأت مشوارها المهني سنة 1999.

## التعليم
تعلمت في الأكاديمية الأميركية للفنون المسرحية.

## جوائز وترشيحات
حصلت على جوائز منها:
جائزة لورنس أوليفيه في 2014
ترشحت لـ:
جائزة الفيلم الأوروبي لأفضل ممثلة، عن عمل: على الطريق2010.

## وصلات خارجية
- زرينكا سفيتيسك في قاعدة بيانات الأفلام على الإنترنت
- زرينكا سفيتيسك  على موقع أول موفي